# COTOJE.CZ
COTOJE.CZ byl internetový portál, na němž byla dostupná souhrnná databáze tří velkých českých encyklopedií: Ottovy encyklopedie (Ottův slovník naučný a Ottova encyklopedie nové doby), Malé československé encyklopedie (MČSE) a Univerzum. Projekt byl spuštěn v roce 2002, společnosti Aion a Globe Internet na něm pracovaly od roku 2000. K 3. lednu 2013 byl jeho provoz ukončen.
Databáze obsahovala „na půl milionu hesel a téměř 30 tisíc barevných a černobílých obrázků, mnohé z toho jsou unikátní rytiny. Jedná se celkem o 56 knih, neboli 51 tisíc tiskových stran = 130 tisíc normostran.“ Zdarma bylo ale k dispozici jen prvních několik znaků každého hesla, přístup k plnému textu hesel byl zpoplatněn. Přístup zdarma k plnému textu byl možný z některých škol a ze sítě pražské Městské knihovny. Čtenáři Městské knihovny v Praze mohli databázi využívat také odkudkoli po zadání čísla svého čtenářského průkazu a hesla. Část textu Ottovy encyklopedie a MČSE byla do března 2009 přístupná i v bezplatné Seznam Encyklopedii.